# Horní Újezd (district de Svitavy)
Pour les articles homonymes, voir Horní Újezd.
Horní Újezd (en allemand : Ober Aujest) est une commune du district de Svitavy, dans la région de Pardubice, en Tchéquie. Sa population s'élevait à 392 habitants en 2022.

## Géographie
Horní Újezd se trouve à 18 km à l'ouest-nord-ouest de Svitavy, à 42 km au sud-est de Pardubice et à 133 km à l'est-sud-est de Prague.
La commune est limitée par Desná au nord, par Dolní Újezd à l'est, par Sebranice et Lubná au sud, et par Poříčí u Litomyšle à l'ouest.

## Histoire
La première mention écrite du village date de 1167.

## Galerie

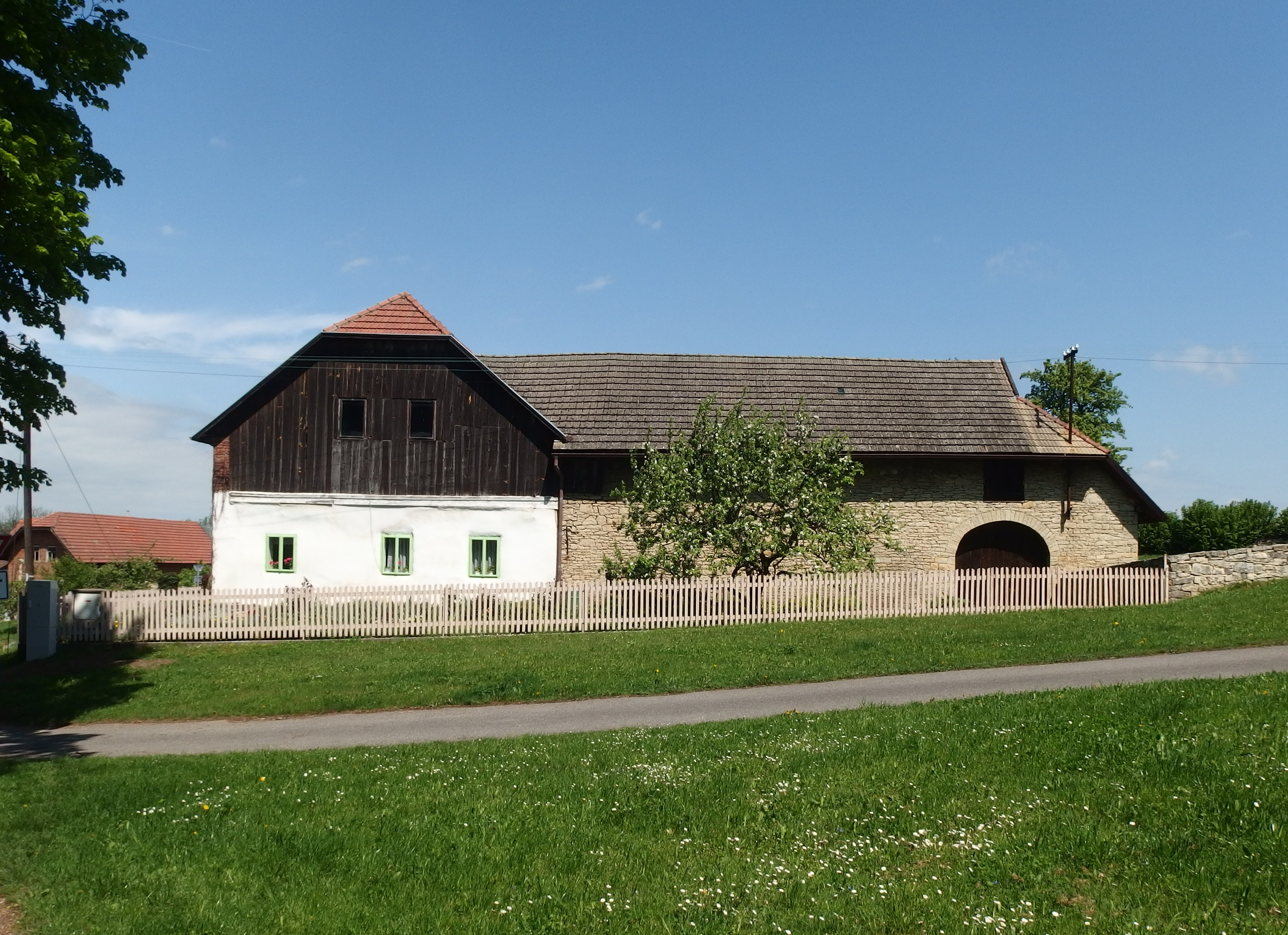
Maison à Horní Újezd.
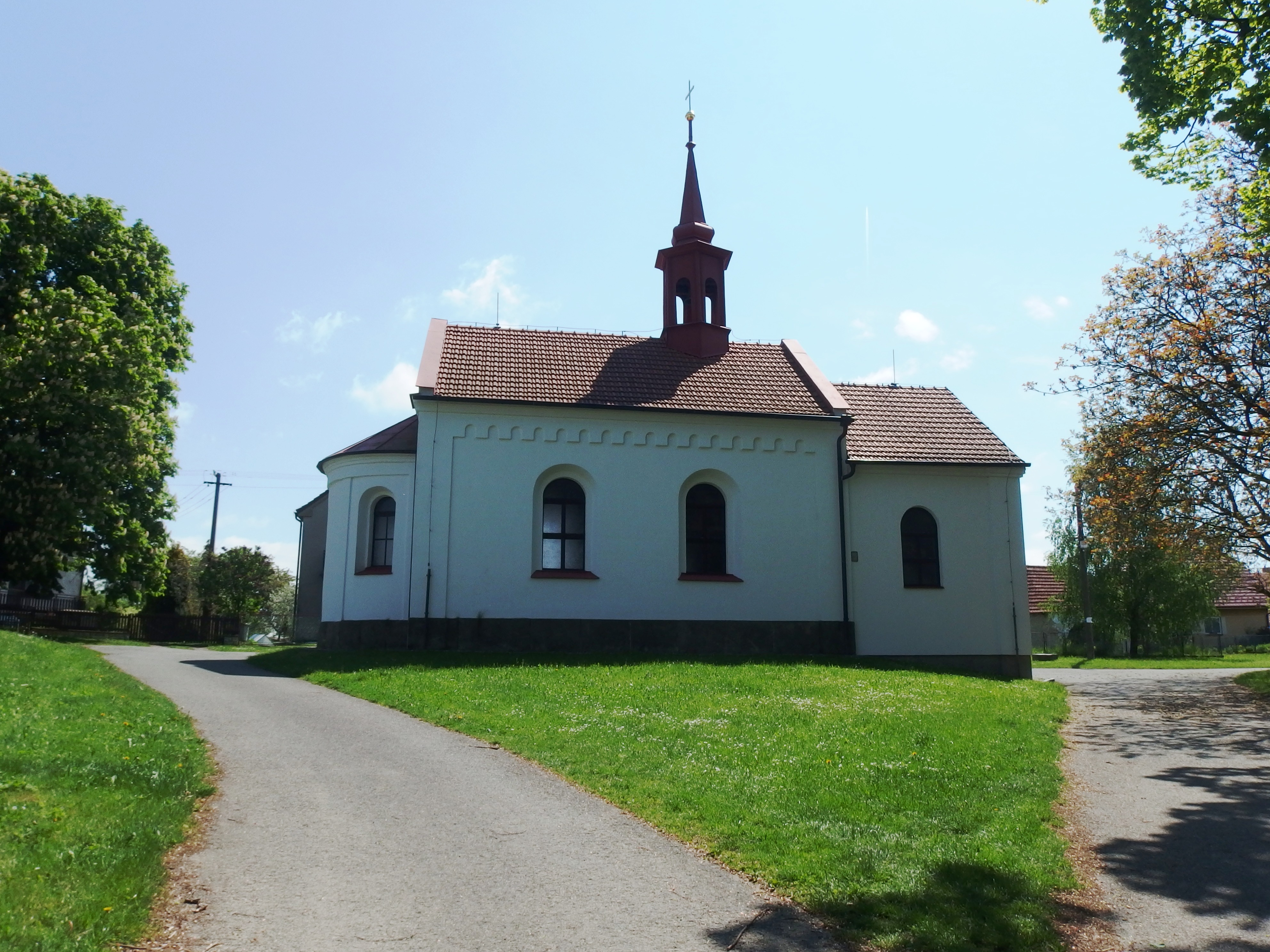
Chapelle à Horní Újezd.

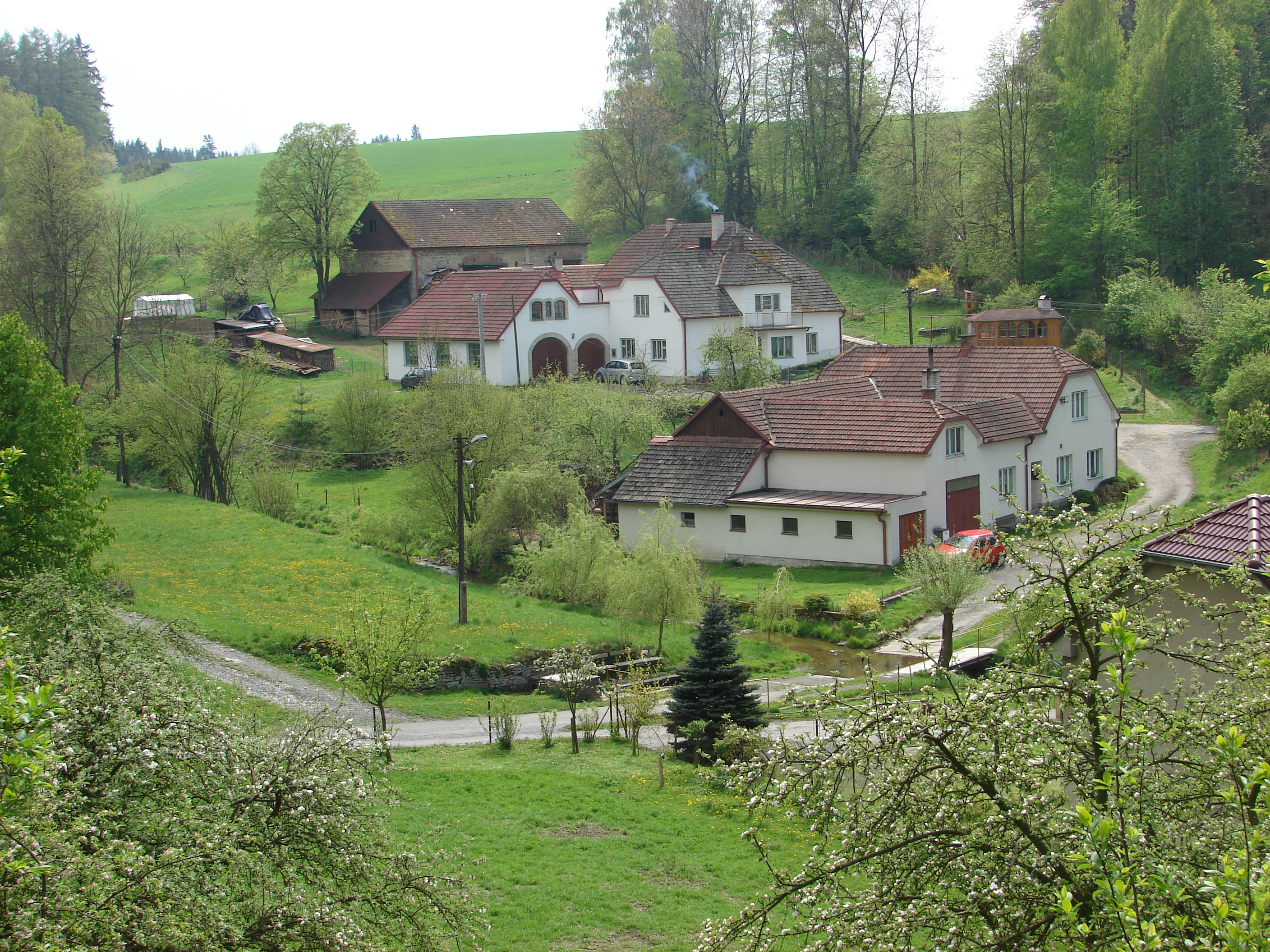
Hameau de Podlubníček.

## Transports
Par la route, Horní Újezd se trouve à 11 km de Litomysl, à 27 km de Svitavy, à 55 km de Pardubice et à 171 km de Prague. 